# Dai Dark
Dai Dark (大ダーク, Dai Dāku) est un manga écrit et illustré par Q Hayashida. La série est publiée au Japon depuis mars 2019 par le magazine Monthly Shōnen Sunday de l'éditeur Shōgakukan. En France, la série est publiée par Soleil Manga à partir du 16 mars 2022.

## Synopsis
L'histoire se déroule dans les ténèbres de l'espace infini où se trouve un jeune ado du nom de Zaha Sanko. Des rumeurs racontent que ce dernier aurait des os qui auraient la particularité d'exaucer n'importe quel souhait. Cette capacité exceptionnelle fait de lui la cible des pires malfrats de l'univers. Pour l'aider, il est accompagné de son fidèle sac à dos, Avakian qui désosse leurs assaillants.

## Personnages
Zaha Sanko (ザハ＝サンコ, Zaha Sanko)
Avakian (アバキアン, Abakian)
Shimada Death (死ま田＝デス, Shimada Desu)
Hajime Damemaru (一＝ダメ丸, Hajime Damemaru)
Moja (モージャ, Mōja)

## Publication
Dai Dark est écrit et dessiné par Q Hayashida. Il est publié par le magazine Monthly Shōnen Sunday depuis le 12 mars 2019,. L'éditeur Shōgakukan publie la série sous format tankōbon a partir du 12 novembre 2019.  Le 11 octobre 2024, 8 volumes ont été publiés au Japon.
En France, le manga est édité par Soleil Manga depuis le 16 mars 2022,.

### Liste des volumes
| no | Japonais         | Japonais          | Français          | Français          |
| no | Date de sortie   | ISBN              | Date de sortie    | ISBN              |
| -- | ---------------- | ----------------- | ----------------- | ----------------- |
| 1  | 12 novembre 2019 | 978-4-09-129486-9 | 16 mars 2022      | 978-2-30-209560-1 |
| 2  | 12 août 2020     | 978-4-09-850215-8 | 6 juillet 2022    | 978-2-30-209728-5 |
| 3  | 12 avril 2021    | 978-4-09-850496-1 | 1er novembre 2022 | 978-2-30-209729-2 |
| 4  | 12 novembre 2021 | 978-4-09-850799-3 | 15 février 2023   | 978-2-30-209877-0 |
| 5  | 10 août 2022     | 978-4-09-851251-5 | 24 mai 2023       | 978-2-30-209987-6 |
| 6  | 12 avril 2023    | 978-4-09-852022-0 | 15 novembre 2023  | 978-2-30-210123-4 |
| 7  | 12 janvier 2024  | 978-4-09-853096-0 | 10 juillet 2024   | 978-2-30-210214-9 |
| 8  | 11 octobre 2024  | 978-4-09-853641-2 | 16 avril 2025     | 978-2-30-210497-6 |

## Réception
Le manga est classé 7ème dans la liste des meilleures séries de mangas pour les lecteurs masculins dans l'édition de 2021 du guide Kono Manga ga sugoi! de Takarajimasha. La série a été nommée pour la huitième édition des Next Manga Awards de 2022 et a été classé à la quatorzième place dans la catégorie des mangas en édition physique.
Lors du festival d'Angoulême de janvier 2023 et la sixième édition du Prix Konishi, le manga et son traducteur francophone, Sylvain Chollet, ont été récompensés pour sa traduction française. 

## Œuvres
Édition japonaise
1. 1 2  (ja) « 大ダーク（１） », sur Shōgakukan (consulté le 30 mars 2022)
2. 1 2  (ja) « 大ダーク（２） », sur Shōgakukan (consulté le 30 mars 2022)
3. 1 2  (ja) « 大ダーク（３） », sur Shōgakukan (consulté le 30 mars 2022)
4. 1 2  (ja) « 大ダーク（４） », sur Shōgakukan (consulté le 30 mars 2022)
5. 1 2  (ja) « 大ダーク（５） », sur Shōgakukan (consulté le 21 juillet 2022)
6. 1 2  (ja) « 大ダーク（６） », sur Shōgakukan (consulté le 30 mars 2023)
7. 1 2  (ja) « 大ダーク（７） », sur Shōgakukan (consulté le 24 décembre 2023)
8. 1 2  (ja) « 大ダーク（８） », sur Shōgakukan (consulté le 31 août 2024)

Édition française
1. 1 2  « Dai Dark T01 », sur Soleil Manga (consulté le 11 avril 2022)
2. 1 2  « Dai Dark T02 », sur Soleil Manga (consulté le 11 avril 2022)
3. 1 2  « Dai Dark T03 », sur Soleil Manga (consulté le 11 avril 2022)
4. 1 2  « Dai Dark T04 », sur Soleil Manga (consulté le 1er novembre 2022)
5. 1 2  « Dai Dark T05 », sur Soleil Manga (consulté le 30 mars 2023)
6. 1 2  « Dai Dark T06 », sur Soleil Manga (consulté le 17 juillet 2023)
7. 1 2  « Dai Dark T07 », sur Soleil Manga (consulté le 12 mai 2024)
8. 1 2  « Dai Dark T08 », sur Soleil Manga (consulté le 17 février 2025)